# 日韓法的地位協定に基づく協議の結果に関する覚書
日韓法的地位協定に基づく協議の結果に関する覚書（にっかんほうてきちいきょうていにもとづく きょうぎのけっかにかんするおぼえがき）とは、日本国に居住する大韓民国国民の法的地位及び待遇に関する日本国と大韓民国との間の協定（通称：日韓法的地位協定）を引き継いだ、在日コリアン3世以降の地位確認、および指紋押捺問題に関する日本と韓国の間の協定。

## 要約
1965年（昭和40年）の日韓法的地位協定では、25年後に再協議することが謳われており、それに基づき、1990年（平成2年）より交渉に入り、1991年（平成3年）に妥結したもの。

## 全文
日韓法的地位協定に基づく
協議の結果に関する覚書
（一九九一年一月一〇日）
覚　書
　日本国政府及び大韓民国政府は、1965年6月22日に東京で署名された日本国に居住する大韓民国国民の法的地位及び待遇に関する日本国と大韓民国との間の協定(以下「法的地位協定」という)第2条1の規定に基づき、法的地位協定第1条の規定に従い日本国で永住することを許可されている者(以下「在日韓国人一世及び二世」という)の直系卑属として日本国で出生した大韓民国国民(以下「在日韓国人三世以下の子孫」という)の日本国における居住について、1988年12月23日の第1回公式協議以来累次にわたり協議を重ねてきた。
　また、大韓民国政府は、1990年5月24日の盧泰愚大統領と海部俊樹総理大臣との間で行われた首脳会談等累次の機会において、1990年4月30日の日韓外相定期協議の際に日本政府が明らかにした「対処方針」(以下「1990年4月30日の対処方針」という）の中で示された在日韓国人三世以下の子孫についての解決の方向性を、在日韓国人一世及び二世に対しても適用してほしいとの要望を表明し、日本国政府は、第15回日韓定期閣僚会議等の場において、かかる要望に対しても適切な対応を行うことを表明した。
　1991年1月9日及び10日の海部俊樹日本国内閣総理大臣の大韓民国訪問の際、日本側は、在日韓国人の有する歴史的経緯及び定住性を考慮し、これらの在日韓国人が日本国でより安定した生活を営むことができるようにすることが重要であるという認識に立ち、かつ、これまでの協議の結果を踏まえ、日本国政府として今後本件については下記の方針で対処する旨を表明した。なお、双方は、これをもって法的地位協定第2条の1の規定に基づく協議を終了させ、今後は本協議の開始に伴い開催を見合わせていた両国外交当局間の局長レベルの協議を年1回程度を目途に再開し、在日韓国人の法的地位及び待遇について両政府間で協議すべき事項のある場合は、同協議の場で取り上げていくことを確認した。
記
1.入管法関係の各事項については、1990年4月30日の対処方針を踏まえ、在日韓国人三世以下の子孫に対し日本政府として次の措置をとるため、所要の改正法案を今通常国会に提出するよう最大限努力する。この場合、(2)及び(3)については、在日韓国人一世及び二世に対しても在日韓国人三世以下の子孫と同様の措置を講ずることとする。
(1) 簡素化した手続きで覊束的に永住を認める。
(2) 退去強制事由は、内乱・外患の罪、国交・外交上の利益に係る罪及びこれに準ずる重大な犯罪に限定する。
(3) 再入国許可については、出国期間を最大限5年とする。
2.外国人登録法関係の各事項については、1990年4月30日の対処方針を踏まえ、次の措置をとることとする。
(1) 指紋押捺については指紋押捺に代わる手段を出来る限り早期に開発し、これによって在日韓国人三世以下の子孫はもとより、在日韓国人一世及び二世についても指紋押捺を行わないこととする。このため、今後2年以内に指紋押捺に代わる措置を実施することができるよう所要の改正法案を次期通常国会に提出することに最大限努力する。指紋押捺に代わる手段については、写真、署名及び外国人登録に家族事項を加味することを中心に検討する。
(2) 外国人登録証の携帯制度については、運用の在り方も含め適切な解決策について引き続き検討する。同制度の運用については、今後とも、在日韓国人の立場に配慮した、常識的かつ弾力的な運用をより徹底するよう努力する。
3.教育問題については次の方向で対処する。
(1) 日本社会において韓国語等の民族の伝統及び文化を保持したいとの在日韓国人社会の希望を理解し、現在、地方自治体の判断により学校の課外で行われている韓国語や韓国文化等の学習が今後も支障なく行われるよう日本国政府として配慮する。
(2) 日本人と同様の教育機会を確保するため、保護者に対し就学案内を発給することについて、全国的な指導を行うこととする。
4.公立学校の教員への採用については、その途をひらき、日本人と同じ一般の教員採用試験の受験を認めるよう各都道府県を指導する。この場合において、公務員任用に関する国籍による合理的な差異を踏まえた日本国政府の法的見解を前提としつつ、身分の安定や待遇についても配慮する。
5.地方公務員への採用については、公務員任用に関する国籍による合理的な差異を踏まえた日本国政府の法的見解を前提としつつ、採用機会の拡大が図られるよう地方公共団体を指導していく。
　なお、地方自治体選挙権については、大韓民国政府より要望が表明された。
（署名） 　　　　　　　　　　　　（署名）
中山太郎 　　　　　　　　　　 李 相 玉
日本国外務大臣 　　　　　　 大韓民国外務部長官
　　　　　　　　　　　　　　　　　　　　　　　　　　　　　　　　　　　　　　　　　　　　　　　　　　　1991年1月10日 ソウル

## 沿革
- 1991年署名。